# Dabanovič
Pogostost priimka Dabanovič je bila po podatkih Statističnega urada Republike Slovenije na dan 1. januarja 2010 manjša kot 5 oseb. 

## Znani nosilci priimka
- Mladen Dabanovič (*1971), nogometni vratar